# 吳玉 (成化進士)
吳玉（1426年—？年），字廷獻，四川成都府內江縣人，明朝政治人物。

## 生平
由國子生中式四川鄉試舉人。成化二年（1466年）丙戌科進士。

## 家族
曾祖吳滕淵；祖吳賢，貢士；父吳仲性；母甘氏。永感下，妻祝氏，兄昺；昂，弟遜；道。。